# Nu börjar livet (musikalbum)
Nu börjar livet är ett studioalbum från 2001 av det svenska dansbandet Kjell Roos band.

## Låtlista
| Nr  | Titel                                | Låtskrivare                              | Längd |
| --- | ------------------------------------ | ---------------------------------------- | ----- |
| 1.  | "Nu börjar livet"                    | Kjell Roos                               | ?     |
| 2.  | "Bara att se dig igen"               | Erik Andersson, Anna-Lena Johnson        | ?     |
| 3.  | "När du kommer"                      | Ted Gärdestad, Kenneth Gärdestad         | ?     |
| 4.  | "Så länge mitt hjärta kan slå"       | Michael Saxell                           | ?     |
| 5.  | "Rockin' Robin"                      | Jimmie Thomas                            | ?     |
| 6.  | "Ain't That Lonely Yet"              | Kostas, James House                      | ?     |
| 7.  | "Låt oss leva för varann"            | Thomas Thörnholm, Magnus Nordqvist       | ?     |
| 8.  | "Min bästa vän"                      | Michael Saxell, Peter McCann             | ?     |
| 9.  | "Jag önskar dig allt gott på jorden" | Martin Klaman, Hans Skoog                | ?     |
| 10. | "Take Good Care of My Baby"          | Carole King, Gerry Goffin                | ?     |
| 11. | "Tillbaks till fantasin"             | Michael Saxell                           | ?     |
| 12. | "Tropical Depression"                | Alan Jackson, Jim McBride, Charlie Craig | ?     |
| 13. | "Hela vägen hem"                     | Staffan Hellstrand                       | ?     |
| 14. | "Tårarna rinner"                     | Kjell Roos                               | ?     |

### Fotnoter
1. ↑  ”Nu börjar livet”. Svensk mediedatabas. 28 februari 2001. http://smdb.kb.se/catalog/id/001548033. Läst 7 mars 2020.